# Opération Aconit
Pour les articles homonymes, voir Aconit.
Guerre du Mali
Batailles
L'opération Aconit a lieu du 7 au 19 juin 2019  pendant la guerre du Mali. Elle est menée par les forces armées françaises, maliennes et nigériennes qui livrent un affrontement contre des djihadistes de État islamique dans le Grand Sahara dans la forêt d'Azambara, les 13 et 14 juin 2019.

## Prélude
Le 7 juin 2019, les forces armées françaises, maliennes et nigériennes lancent une opération baptisée « Aconit » dans une zone frontalière entre le Mali et le Niger. Selon le ministère français des Armées, l'opération est menée à la demande du président nigérien, Mahamadou Issoufou, en réaction à l'embuscade de Baley Beri. 

## Forces en présence
L'armée française engage plus de 400 hommes du groupement tactique désert (GTD) « Edelweiss », dirigé par le colonel Nicolas de Chilly, du 4e régiment de chasseurs, basés à Gao et Ménaka, et près d'une centaine de véhicules, dont des chars AMX-10 RC, tandis que les Maliens et le Nigériens déploient chacun une compagnie et une section sur leurs territoires respectifs,. Les Nigériens engagent 110 hommes, épaulés par une quarantaine de commandos parachutistes français. Les États-Unis fournissent également un appui technique, et le Royaume-Uni des hélicoptères de transport CH-47 Chinook.
Selon l'armée française, le groupe de djihadistes attaqué lors de l'opération est « clairement identifié » et appartient à l'État islamique dans le Grand Sahara.

## Déroulement
Pendant douze jours, les militaires ratissent les villages d'Akabar, In Taglal, Kosseye, Tongo Tongo, Tabarkone, Zongo Dey, In Foukareteine et leurs environs. Une zone où sont actifs les djihadistes de l'État islamique dans le Grand Sahara. Un Atlantique 2 et des drones MQ-9 Reaper assurent la surveillance aérienne.
Le soir du 13 juin, à 21h00, sur la base de renseignements fournis par les Nigériens, le commandement français donne l'ordre au groupement tactique désert aérocombat (GTD-A) « HOMBORI 22 » d'aller effectuer une mission de reconnaissance dans la forêt d'Azambara, au nord-est de la localité d'Akabar, en territoire malien,,,,. Dans l'après-midi, un drone MQ-9 Reaper avait également repéré une moto suspecte dans cette zone. Des hélicoptères Tigre arrivent les premiers sur les lieux, puis quatre hélicoptères Caïman déposent des commandos montagne sur deux positions différentes,. Un des deux groupes est attaqué dès sa mise à terre. Les commandos font alors face à une trentaine de djihadistes répartis sur différentes positions, « entraînés, expérimentés, bien équipés » et cherchant « à combattre à très courte distance » selon le chef du GTD-A. Dans l'obscurité, les commandos parviennent à neutraliser un petit groupe repéré par un drone MQ-9 Reaper dissimulé dans un bosquet. Ils lancent ensuite l'assaut sur le bois mais buttent à sa lisière sur une position défensive dans une zone marécageuse. Ils en viennent à bout grâce aux tirs des hélicoptères Tigre. Les commandos reprennent leur progression, puis se heurtent à une nouvelle position défensive avec une arme lourde en batterie. Cette fois, deux Mirage 2000 interviennent en menant une frappe aérienne. Les commandos peuvent ensuite achever la conquête du bois, après de nombreuses heures d'affrontements.
Le matin du 14 juin, alors que les combats se poursuivent dans la forêt d'Azambara, un hélicoptère Gazelle est touché par des tirs de mitrailleuse Kalachnikov PKM qui provoquent un incendie et contraignent l'appareil à faire un atterrissage d'urgence,. Les trois militaires à bord, un pilote, un chef de bord et un commando tireur d'élite sont blessés, mais le troisième, plus légèrement touché, parvient à extraire ses camarades du Gazelle avant qu'un hélicoptère Tigre n'arrive à leur secours. Le crash ayant eu lieu non loin de la zone des combats et le Tigre étant une machine biplace, les deux blessés les plus graves sont évacués selon une procédure d'« immédiate extraction » (IMEX) en étant sanglés à l'extérieur de l'appareil, près du train d'atterrissage,. Le commando tireur d'élite prend lui place sur l'aile du Tigre. Pour ce sauvetage, le caporal-chef Maxime Blasco, du 7e bataillon de chasseurs alpins et tireur d'élite du groupement de commandos de montagne, sera par la suite décoré de la croix de la Valeur militaire et de la médaille militaire par le président Emmanuel Macron,. Il trouvera la mort deux ans plus tard lors d'un combat à Ndaki, près de Gossi, le 24 septembre 2021,.
Les combats dans la forêt d'Azambara s'achèvent quant à eux après avoir duré quinze heures. Les hélicoptères Tigre repèrent et tuent également quelques djihadistes en fuite. Les commandos font leur jonction avec un sous-groupement blindé du GTD « Edelweiss » et des militaires maliens,,. Les commandos adoptent alors un dispositif défensif et fouillent la zone. Ils sont ensuite exfiltrés au complet dans l'après-midi par les hélicoptères Caïman.
Au Niger, les 110 militaires nigériens et les commandos parachutistes mènent pendant dix jours une patrouille de reconnaissance. Ils sont ravitaillés par un hélicoptère CH-47 Chinook britannique et par un avion de transport tactique. Aucun affrontement n'a lieu en territoire nigérien.
L'opération Aconit s'achève le 19 juin.

## Pertes
Le soir du 15 juin, l'armée malienne annonce la « neutralisation » d'une vingtaine de djihadistes dans la région de Ménaka.
Les 17 et 20 juin, l'armée française annonce à son tour que « plus d'une vingtaine de terroristes » ont été « neutralisés » lors de l'opération Aconit. Des armes de petits calibre, un lance-roquette, une vingtaine de motos et des moyens de communication ont également été capturés,. 
Le 20 juin, le Ministère nigérien de la Défense donne pour sa part un bilan plus précis de « 18 terroristes neutralisés », de « 5 terroristes, dont trois Nigériens, faits prisonniers » pendant l'opération Aconit et assure qu'aucune perte humaine ou matérielle n'est à déplorer dans les rangs des forces armées nigériennes,,. 
Selon l'armée nigérienne, du matériel capturé par les djihadistes lors de l'embuscade de Baley Beri est également récupéré. D'après l'armée française, il s'agit de moyens optiques.
Les trois militaires français blessés lors de l'atterrissage d'urgence de l'hélicoptère Gazelle sont évacués vers la France après avoir été pris en charge par l'antenne médicale de Gao,. Ils appartiennent au 3e régiment d'hélicoptères de combat. Le porte-parole de l'état-major des armées françaises, le général Patrik Steiger, déclare le 17 juin que « leurs jours ne sont pas en danger ». Il annonce également que l'hélicoptère Gazelle a été « récupéré et extrait de la zone » mais qu'il sera difficilement réparable. Le 24 juin, RFI indique que l'hélicoptère a en fait été abattu.

## Vidéographie
- « 7 jours d’action intense au cœur d’Aconit. » [vidéo], Armée française - Opérations militaires, 29 juin 2019.
- « VIDEO. Opération Barkhane. "Oh p..... ! Ils se sont crashés" : images et récit exclusifs du sauvetage de l'équipage de la Gazelle » [vidéo], France 2, 11 juillet 2020.